# بت (فیلم ۱۹۲۳)
«بت» (انگلیسی: The Idol) یک فیلم صامت لهستانی در سبک درام است که در سال ۱۹۲۳ منتشر شد.